# Leandro N. Alem (stacja metra)
Leandro N. Alem - stacja początkowa metra w Buenos Aires, na linii B. Następną stacją jest Floridae. Stacja została otwarta 1 grudnia 1931.